# Guerra civil sudanesa (1983-2005)
La segunda guerra civil sudanesa, denominada por la historiografía sursudanesa como guerra de independencia de Sudán del Sur, fue un enfrentamiento armado iniciado en 1983 y que se prolongó hasta 2005 entre el gobierno central de Sudán y el Ejército Popular de Liberación de Sudán. Fue en gran medida una continuación de la primera guerra civil sudanesa (1955-1972). Aunque se originó en el sur del país, la guerra se extendió a los montes Nuba y al Nilo Azul. Los veintidós años que duró han hecho de ella una de las guerras civiles más largas de las que se tiene constancia. El final del conflicto supuso la creación de Sudán del Sur seis años después de su conclusión.
Alrededor de dos millones de personas murieron a causa de la guerra, el hambre o las enfermedades provocadas por el conflicto. Cuatro millones de personas de Sudán del Sur se vieron desplazadas al menos una vez, normalmente en repetidas ocasiones, durante la guerra. El número de víctimas civiles es uno de los más altos de cualquier guerra desde la Segunda Guerra Mundial, y estuvo marcado por numerosas violaciones de los derechos humanos, como la esclavitud y los asesinatos en masa.

## Orígenes y causas
Las guerras en Sudán suelen caracterizarse como luchas entre el gobierno central que se expande y domina a los pueblos de la periferia, lo que da lugar a acusaciones de marginación. Los reinos y las grandes potencias asentadas a lo largo del río Nilo han luchado contra los pueblos del interior de Sudán durante siglos. Desde al menos el siglo XVIII, los gobiernos centrales han intentado regular y explotar las regiones subdesarrolladas del sur y el interior de Sudán.
Algunas fuentes describen el conflicto como etnoreligioso, en el que los intentos del gobierno central árabe - musulmán de imponer la ley Sharia en 1983 a los sureños no musulmanes condujeron a la violencia y, finalmente, a la guerra civil. Douglas Johnson ha señalado al gobierno explotador como la causa fundamental.
Cuando los británicos gobernaron Sudán como colonia, administraron las provincias del norte y del sur por separado. Se consideró que el sur era más similar a las otras colonias del este de África (Kenia, Tanganica y Uganda), mientras que el norte de Sudán era más similar al Egipto de habla árabe.  A los árabes del norte se les impidió ocupar puestos de poder en el sur con sus tradiciones africanas, y se desalentó el comercio entre las dos áreas. Sin embargo, en 1946, los británicos cedieron a la presión del norte para integrar las dos áreas. El árabe se convirtió en el idioma de la administración en el sur, y los norteños comenzaron a ocupar puestos allí. La élite del sur, entrenada en inglés, resintió el cambio, ya que se los mantuvo fuera del gobierno. Después de la descolonización, la mayor parte del poder se le dio a las élites del norte con sede en Jartum, lo que provocó disturbios en el sur. Los británicos avanzaron hacia la concesión de la independencia a Sudán, pero no invitaron a los líderes sudaneses del sur a participar en las negociaciones durante el período de transición en la década de 1950. Durante el gobierno postcolonial de 1953, el Comité de Sudanización tenía sólo seis sureños en sus 800 altos cargos administrativos.
La segunda guerra se centró en parte en los recursos naturales. Entre el norte y el sur hay importantes yacimientos petrolíferos y, por tanto, importantes intereses extranjeros (los ingresos del petróleo se privatizan en beneficio de intereses occidentales, como en Nigeria). Los norteños querían controlar estos recursos porque viven al borde del desierto del Sahara, que no es apto para el desarrollo agrícola. Los ingresos del petróleo representan alrededor del 70% de los ingresos de exportación de Sudán. Debido a los numerosos afluentes del río Nilo y a las precipitaciones más intensas en el sur de Sudán, este país tiene un mejor acceso al agua y a tierras más fértiles.
También ha habido una cantidad significativa de muertes entre tribus en guerra en el sur. La mayor parte del conflicto ha sido entre los nuer y los dinka, pero también han participado otros grupos étnicos. Estos conflictos tribales continuaron después de la independencia.
La primera guerra civil terminó en 1972, con el Acuerdo de Adís Abeba. Parte de este acuerdo dio autonomía religiosa y cultural al sur. A pesar de esto, una serie de motines de antiguos Anyanya tuvieron lugar en 1974, 1975 y febrero de 1976, con el motín de marzo de 1975 en Akobo que resultó en 200 muertos, 150 soldados ejecutados y 48 más sentenciados a prisión por hasta 15 años.

## El comienzo de la guerra civil

#### El acuerdo de Addis Abeba finalizó
Los acuerdos de Addis Abeba se habían incorporado a la Constitución de Sudán; la violación del acuerdo condujo a la segunda guerra civil.
Las primeras violaciones se produjeron cuando el presidente Gaafar Nimeiry intentó tomar el control de los yacimientos petrolíferos que se extienden a ambos lados de la frontera norte-sur. Se había descubierto petróleo en Bentiu en 1978, en el sur de Kurdufan y en el Alto Nilo Azul en 1979, en los yacimientos de Unity en 1980 y en los de Adar en 1981, y en Heglig en 1982. El acceso a los yacimientos petrolíferos significaba un beneficio económico significativo para quien los controlara.
Los fundamentalistas islámicos del norte estaban descontentos con el Acuerdo de Addis Abeba, que otorgaba una autonomía relativa a la Región Autónoma del Sudán del Sur, de mayoría no islámica. Los fundamentalistas siguieron ganando poder y en 1983 el presidente Nimeiry declaró a todo Sudán un estado islámico, poniendo fin a la Región Autónoma del Sudán del Sur y dando inicio a la segunda guerra civil sudanesa.

#### Ejército de Liberación del Pueblo de Sudán (SPLA)
En mayo de 1983, el 105.º Batallón de la 1.ª División del ejército sudanés se amotinó en las ciudades de Bor y Pibor. Los soldados del Gobierno intentaron reprimir el motín, pero fueron repelidos por los rebeldes.
El Ejército de Liberación del Pueblo de Sudán (SPLA) fue fundado en 1983 como un grupo rebelde para restablecer un Sudán meridional autónomo luchando contra el gobierno central. Aunque tenía su base en el Sudán meridional, se identificaba como un movimiento de todos los ciudadanos sudaneses oprimidos y estaba dirigido por John Garang. Inicialmente, el SPLA hizo campaña por un Sudán unido, criticando al gobierno central por políticas que conducían a la "desintegración" nacional.
En septiembre de 1985, el Gobierno de Sudán anunció el fin del estado de excepción y desmanteló los tribunales de excepción, pero pronto promulgó una nueva ley judicial que continuaba muchas de las prácticas de los tribunales de excepción. A pesar de las garantías públicas de Nimeiry de que se respetarían los derechos de los no musulmanes, los sureños y otros no musulmanes seguían sintiendo profundas sospechas.

#### 1985–1991
El 6 de abril de 1985, altos oficiales militares encabezados por el general Abdel Rahman Swar al-Dahab organizaron un golpe de Estado. Entre los primeros actos del nuevo gobierno estuvo la suspensión de la constitución de 1983, la rescisión del decreto que declaraba la intención de Sudán de convertirse en un estado islámico y la disolución de la Unión Socialista Sudanesa de Nimeiry. Sin embargo, las "leyes de septiembre" que instituían la sharia islámica de Nimeiry no se suspendieron.
En 1985 se nombró un consejo militar de transición de 15 miembros, presidido por al-Dahab. En consulta con una conferencia informal de partidos políticos, sindicatos y organizaciones profesionales, conocida como la "Reunión", el consejo militar nombró un gabinete civil interino, encabezado por el primer ministro Dr. Al-Jazuli Daf'allah. Se celebraron elecciones en abril de 1986 y el consejo militar de transición entregó el poder a un gobierno civil como había prometido. El gobierno estaba encabezado por el primer ministro Sadiq al-Mahdi del Partido Umma. Estaba formado por una coalición del Partido Umma, el Partido Unionista Democrático (DUP) (anteriormente el Partido Unionista Nacional), el Frente Islámico Nacional (NIF) de Hassan al-Turabi y varios partidos de la región sur. Esta coalición se disolvió y se reformó varias veces durante los años siguientes, con el primer ministro Sadiq al-Mahdi y su Partido Umma siempre en un papel central.

#### Consejo del Comando Revolucionario para la Salvación Nacional
Sin embargo, el 30 de junio de 1989, oficiales militares bajo el mando del coronel Omar Hassan al-Bashir, supuestamente con la instigación y el apoyo del NIF,  reemplazaron al gobierno de Sadiq al-Mahdi por el Consejo del Comando Revolucionario para la Salvación Nacional (RCC), una junta militar de 15 oficiales militares (reducida a 12 en 1991) asistida por un gabinete civil. Ahora un general al-Bashir se convirtió en: presidente, jefe de Estado, primer ministro y jefe de las fuerzas armadas.

#### Ley penal de 1991
En marzo de 1991, un nuevo código penal, la Ley Penal de 1991, instituyó duros castigos en todo el país, incluidas amputaciones y lapidaciones. Aunque los estados del sur estaban oficialmente exentos de estas prohibiciones y sanciones islámicas, la ley de 1991 preveía una posible aplicación futura de la ley islámica Sharia en el sur. En 1993, el gobierno trasladó a la mayoría de los jueces no musulmanes del sur al norte, reemplazándolos por jueces musulmanes en el sur.  La introducción de la Policía de Orden Público para hacer cumplir la ley Sharia resultó en el arresto y el tratamiento con sanciones de la Sharia de los sureños y otros no musulmanes que vivían en el norte.

#### 1991-2005
El Ejército de Liberación del Pueblo Sudanés (SPLA) controlaba amplias zonas de las provincias de Equatoria, Bahr al Ghazal y Alto Nilo, y también operaba en las partes meridionales de las provincias de Darfur, Kordofán y Nilo Azul. El gobierno controlaba varias de las principales ciudades y pueblos del sur, entre ellos Juba, Wau y Malakal. Un alto el fuego informal acordado en mayo fracasó en octubre de 1989.
En julio de 1992, una ofensiva gubernamental se apoderó de muchas partes del sur de Sudán y capturó la sede del SPLA en Torit .
Tanto las fuerzas armadas regulares del gobierno como las Fuerzas de Defensa Popular (FDP) fueron utilizadas para atacar y asaltar aldeas en el sur y en las montes Nuba. Los gobiernos de Sudán tienen una larga historia de usar intermediarios en el sur de Sudán y las áreas fronterizas entre el norte y el sur para luchar en sus guerras y preservar sus fuerzas regulares. Estas milicias fueron reclutadas localmente y con vínculos encubiertos con el gobierno nacional. Muchos de los grupos alineados con Jartum fueron creados y luego armados por el FNI en una estrategia deliberada de "divide y vencerás". La actividad generalizada de militantes insurgentes y pro gubernamentales y la creciente anarquía en el sur de Sudán dieron como resultado la militarización de muchas comunidades. La violencia étnica se generalizó y todos los bandos atacaron a los civiles para destruir las bases de poder y los centros de reclutamiento de sus rivales. Aquellos que pudieron formaron grupos de autodefensa, y estos a menudo se basaron en vínculos familiares y tribales, ya que estos eran los únicos en los que la mayoría de la gente del sur todavía podía confiar. De esta manera surgieron grupos como el Ejército Blanco de Nuer y las milicias Dinka Titweng ("guardias del ganado").  Aunque originalmente se concibieron sólo para defender a las comunidades civiles, a menudo se convirtieron en bandas brutales que atacaban a civiles de otras etnias. El gobierno y los grupos rebeldes explotaron estas tensiones y grupos de autodefensa, utilizándolos para desestabilizar a sus enemigos.
Las Fuerzas Armadas Sudanesas se hicieron famosas por reprimir brutalmente a todos los disidentes civiles. Las personas sospechosas de deslealtad o simpatías hacia los rebeldes eran arrestadas y llevadas a prisiones y cuarteles, donde eran torturadas y ejecutadas. Cientos, quizás incluso miles de personas fueron asesinadas sólo en la infame "Casa Blanca" -el cuartel Giada en Juba-.  Al mismo tiempo, el SPLA aplastó sin piedad toda oposición interna y externa en la medida de lo posible, incluidas otras facciones rebeldes como los insurgentes de Anyanya II  y críticos en sus propias filas. Garang se hizo famoso por su estilo de liderazgo autoritario y ordenó la tortura y ejecución de varios comandantes disidentes del SPLA. Con el tiempo, un número cada vez mayor de miembros del SPLA comenzaron a desconfiar de su gobierno y comenzaron a conspirar contra él.

#### Luchas internas en el SPLA
En agosto de 1991, la disidencia interna entre los rebeldes llevó a los opositores al liderazgo de Garang, sobre todo Riek Machar y Lam Akol, a intentar un golpe de Estado contra él. El golpe fracasó, y los disidentes se escindieron para formar su propia facción del SPLA, el SPLA-Nasir. El 15 de noviembre de 1991, el SPLA-Nasir de Machar junto con el Ejército Blanco Nuer llevaron a cabo la masacre de Bor, matando a unos 2000 civiles dinka. En septiembre de 1992, William Nyuon Bany formó una segunda facción rebelde, y en febrero de 1993, Kerubino Kuanyin Bol formó una tercera facción rebelde. El 5 de abril de 1993, las tres facciones rebeldes disidentes anunciaron una coalición de sus grupos llamada SPLA United en una conferencia de prensa en Nairobi, Kenia.

#### Alineaciones sudanesas
Durante 1990 y 1991, el gobierno sudanés apoyó a Saddam Hussein en la guerra del Golfo. Esto cambió la actitud estadounidense hacia el país. La administración de Bill Clinton prohibió la inversión estadounidense en el país y proporcionó dinero a los países vecinos para repeler las incursiones sudanesas. Estados Unidos también comenzó a intentar "aislar" a Sudán y comenzó a referirse a él como un estado rebelde.
Desde 1993, los dirigentes de Eritrea, Etiopía, Uganda y Kenia han impulsado una iniciativa de paz para Sudán bajo los auspicios de la Autoridad Intergubernamental para el Desarrollo (IGAD), pero los resultados han sido dispares. A pesar de ese historial, la iniciativa de la IGAD promulgó la Declaración de Principios de 1994 , cuyo objetivo era identificar los elementos esenciales necesarios para un acuerdo de paz justo y amplio, es decir, la relación entre la religión y el Estado, la distribución del poder, la distribución de la riqueza y el derecho a la libre determinación para el sur. El Gobierno sudanés no firmó la Declaración hasta 1997, después de sufrir importantes pérdidas en el campo de batalla a manos del SPLA.

#### Alineaciones del SPLA
En 1995, la oposición del norte se unió a los partidos del sur para crear una coalición de partidos de oposición llamada Alianza Democrática Nacional (NDA). Este hecho abrió un frente en el noreste de la guerra civil, lo que hizo que se tratara de un conflicto que abarcaba todo Sudán y no sólo el norte y el sur. Los partidos SPLA, DUP y Umma fueron los grupos clave que formaron la NDA, junto con varios partidos más pequeños y grupos étnicos del norte.

Primeras líneas de frente en Sudán del Sur, junio de 2001.

En 1995, Eritrea, Etiopía y Uganda intensificaron su asistencia militar al SPLA hasta el punto de enviar tropas activas al Sudán. La participación militar de Eritrea y Etiopía se debilitó cuando los dos países entraron en un conflicto fronterizo en 1998. El apoyo de Uganda se debilitó cuando desvió su atención al conflicto en la República Democrática del Congo.
En 1997, siete grupos del bando gubernamental, encabezados por el exteniente garang Riek Machar, firmaron el Acuerdo de Paz de Jartum con el NIF, formando así el paraguas en gran medida simbólico de las Fuerzas de Defensa de Sudán del Sur (SSDF).  Además, el gobierno firmó los acuerdos de los montes Nuba y Fashoda con facciones rebeldes. Estos incluyeron los acuerdos de Jartum que pusieron fin al conflicto militar entre el gobierno y facciones rebeldes importantes. Muchos de esos líderes se mudaron entonces a Jartum, donde asumieron papeles marginales en el gobierno central, o colaboraron con el gobierno en enfrentamientos militares contra el SPLA. Sin embargo, el SPLA hizo avances importantes en 1997 debido al éxito de la Operación Thunderbolt, una ofensiva durante la cual los separatistas del sur de Sudán tomaron la mayor parte de Equatoria Central y Occidental del gobierno.
En julio de 2000, la Iniciativa Conjunta Libia-Egipto sobre el Sudán exigía el establecimiento de un gobierno provisional, la repartición del poder, la reforma constitucional y la celebración de nuevas elecciones. Los críticos del Sur se opusieron a la iniciativa conjunta porque no abordaba las cuestiones de la relación entre la religión y el Estado y no mencionaba el derecho a la libre determinación. Algunos críticos la consideraban más bien encaminada a una resolución entre los partidos políticos del Norte y a proteger los intereses de seguridad percibidos de Egipto por encima de la unidad del Sudán.

## Acuerdo de paz
Las conversaciones de paz entre los rebeldes del sur y el gobierno lograron avances sustanciales en 2003 y principios de 2004, aunque continuaron los enfrentamientos en algunas partes del sur. El 9 de enero de 2005 se firmó en Nairobi un Acuerdo General de Paz. Los términos del tratado de paz eran los siguientes:
- El sur tuvo autonomía durante seis años, seguidos de un referéndum sobre la independencia (el referéndum de independencia de Sudán del Sur de 2011).
- Ambos bandos del conflicto habrían fusionado partes de sus fuerzas armadas en una fuerza de 39.000 efectivos después de seis años (las Unidades Integradas Conjuntas), si el referéndum sobre la independencia del sur de Sudán hubiera resultado en contra de la secesión.
- Los ingresos del petróleo se dividieron equitativamente entre el gobierno y el SPLA durante el período de autonomía de seis años.
- Los puestos de trabajo se dividieron según distintas proporciones (administración central: 70 a 30, Abyei / Estado del Nilo Azul / montes Nuba : 55 a 45, ambas a favor del gobierno).
- En el norte se aplicaba la ley islámica Sharía, mientras que en el sur las condiciones de su uso las decidía la asamblea elegida.

Según el SPLA, aproximadamente 2 millones de civiles fueron asesinados en el sur, y otros cuatro millones más fueron desplazados de sus casas. La cantidad de civiles muertos la convierte en una de las más mortíferas desde la Segunda Guerra Mundial.
En 2004 algunas ONG estimaban que SPLAM incluía a unos 2500-5000 menores de edad en sus filas; el grupo armado afirmó que entre 2001 y ese año habían desmovilizado y devuelto a sus hogares a 16 000 menores, sin embargo, en los procesos de paz observadores internacionales señalaron que muchos habían terminado por volver al grupo rebelde.
El acuerdo de paz suscrito que 91 000 soldados sudaneses se retirarían de Sudán del Sur en un período de dos años mientras que las guerrillas sureñas retirarán todos sus efectivos en el norte del país, manteniendo tanto norteños como sureños fuerzas armadas separadas y se establecía un período de seis años en los que se formaría una fuerza militar conjunta de 21 000 hombres que se desplegaría en las zonas más violentas. Se preveía que después de seis años se celebrase una consulta popular sobre la independencia del Sur y la posible formación de un ejército conjunto de 39 000 hombres para mantener el control interno.
En 2011 se realizó un referéndum de autodeterminación en el Sur, en el que el 98 % de los votos fueron favorables al sí.